# Pflegamt Hirschau
Das Pflegamt Hirschau war eine mittelalterliche Verwaltungseinheit. Es lag im Viztumamt Lengenfeld in Bayern. Hauptort des Pflegamts war Hirschau im heutigen Landkreis Amberg-Sulzbach in der Oberpfalz in Bayern.

## Geschichte
Die Entstehungszeit des Pflegamts Hirschau lässt sich nicht mit Sicherheit festlegen. Herzog Otto II. teilte das gesamte herzogliche Gebiet in Ämter ein. Diese Neuordnung löste die Grafschaften, Herrschaften und Vogteien ab. Zu diesem Zeitpunkt war Hirschau jedoch noch unter der Herrschaft der Grafen von Hirschberg. Erstmals erwähnt wurde das Pflegamt Hirschau in einem Urbar aus dem Jahr 1326.
Das Amt Hirschau bestand bis zum Jahre 1802. Am 24. März 1802 wurde es durch Verordnung dem Landgericht Amberg angeschlossen.

## Gebiet des Pflegamts
Die Ausdehnung des Pflegamts beschreibt das Zins- und Gültbuch des Amtes aus dem Jahr 1605. Demnach gehörten zum Pflegamt Hirschau folgende Orte:
- Stadt Hirschau
- die Mühlen (obere Stadtmühle, die untere Stadtmühle, die Haidmühle, die Holzmühle, die Sorgmühle (Sargmühle), die Waldmühle sowie die Walkmühle im Braunshof bei der Stadt)
- Ehenfeld
- Massenricht
- Obersteinbach (seit 1563, in diesem Jahr von Pfalzgraf Friedrich gekauft und dem Amt Hirschau zugeschlagen)
- Rödles (Rödlas)
- Hoff of der Eben (Ebenhof)
- Drögleshof (Träglhof)
- Krüchlhof (Kricklhof)
- Untersteinbach
- Dörflein zum Khünles (Kindlas)
- Vorst (Forst, Ortsteil der heutigen Stadt Schnaittenbach)

Das Gebiet des Pflegamts grenzte im Norden und Nordosten an das Gemeinschaftsamt Parkstein-Weiden, im Westen und Süden an das Landrichteramt Amberg.

## Die Pfleger
Sitz der Pfleger war das Pflegschloss Hirschau.